# Egidio Crippa
Egidio Crippa (Mariano Comense, 11 dicembre 1913 – Lecco, 6 ottobre 1996) è stato un calciatore italiano, di ruolo centrocampista.

## Carriera
Cresciuto nella Vis Nova Giussano, in seguito gioca nella Comense e disputa il campionato di Serie C 1937-1938 con il Seregno.
L'anno successivo passa alla Pro Patria, sempre in Serie C, e nella stagione 1940-1941 conquista la promozione in Serie B; con la maglia della Pro debutta così tra i cadetti nel campionato 1941-1942, disputando 62 partite nell'arco di due stagioni. A Busto Arsizio con la Pro Patria in tutto disputa 162 partite e realizza 3 reti in sei campionati.

## Palmarès

### Club

#### Competizioni nazionali
- Serie C: 1

Pro Patria: 1940-1941